# Protojanira prenticei
Protojanira prenticei är en kräftdjursart som beskrevs av Barnard 1927. Protojanira prenticei ingår i släktet Protojanira och familjen Protojaniridae. Inga underarter finns listade i Catalogue of Life.